# Parker (Pennsylvania)
Parker  è una città degli Stati Uniti d'America, nella contea di Armstrong nello Stato della Pennsylvania. Secondo il censimento del 2000 la popolazione è di 799 abitanti. Il nome della città lo si deve a John Parker. La sua popolazione per un breve periodo di tempo giunse a circa 20.000 persone.

## Società

### Evoluzione demografica
La composizione etnica vede una prevalenza della razza bianca (98.12%) rispetto a quella afroamericana (1,88%) (dati del 2000).
| città di Parker Popolazione |     |
| 2000                        | 799 |
| Stima al 2009               | 738 |